# Агломерация
 Тази статия е за населения район.  За техническото и геоложкото понятие вижте Агломерат.  
Агломерацията в градоустройството е селищно образувание, възникнало в резултат от свързване на големи градове и разположени около тях по-малки селища в обща урбанизирана територия. Агломерация понякога се нарича и процесът на агломериране, създаващ агломерации. По произход терминът е икономически, до голяма степен е синонимен на централизация.
Условията за възникването на агломерации са териториалната близост на населените места и сложните многообразни връзки между тях (транспортни, промишлени, социални, културни). Сред най-големите агломерации в света към 1.1.2022 г. са тези на Гуанджоу – 65,1 млн. жители, Токио – 40,7 млн., Шанхай -39,3 млн., Делхи – 32,4 млн., Джакарта – 28,6 млн., Манила – 26,4 млн., Мумбай – 26,1 млн., Сеул – 24,8 млн. Мексико – 24,7 млн. и др. Най-големи агломерации в Европа са Лондонската, Парижката, Московската.
Създаването на агломерации представлява интерес за демографията и градоустройството, като агломерация е самата урбанизирана територия, а процесът се нарича субурбанизация. Агломерациите представляват обединение на големите градове с разположените около тях по-малки селища, които се наричат съответно ядро и агломерирани селища. Околните агломерирани селища са наричани още спътници (satellite city, cité satellite, Satellitenstädte, город спутник, микрорайон, сателит) или предградия, понякога градове-спални (dormitory town, cité-dortoir, Trabantenstädte). Условия за протичане на процеса са териториалната близост и съществуващите разнообразни производствени, транспортни, културни връзки.
Сливането на съседни агломерации, при което се образува много голяма по площ урбанизирана територия, се нарича метрополен регион или мегалополис.

## В България
- Наредба № 3 от 25 април 2006 г. за изискванията за създаването, поддържането и съдържанието на регистрите на агломерациите, основните пътища, железопътни линии и летища в страната[3]